# Brian Stepanek
Brian Patrick Stepanek, född 6 februari 1971 i Cleveland, Ohio, är en amerikansk skådespelare och komiker. Han är bäst känd för sin roll som Arwin Hawkhauser i Disney Channel-serien Zack och Codys ljuva hotelliv.

## Filmografi
- 1998 - Cupid (1 avsnitt, som Kevin)
- 1999 - Children of the Struggle
- 1999 - Turks (1 avsnitt, som Gavin)
- 2000 - Shasta McNasty (2 avsnitt, som Vic)
- 2000 - The West Wing (1 avsnitt)
- 2001 - The Seventh Sense (1 avsnitt, som Frank)
- 2001 - Kissing Jessica Stein (1 avsnitt, som Peter)
- 2002 - Murder by Numbers
- 2002 - "JAG" (1 avsnitt)
- 2002 - The Drew Carey Show (1 avsnitt, som Bob)
- 2002 - Friday After Next
- 2003 - What I Like About You (1 avsnitt, som Lowell)
- 2003 - Six Feet Under (1 avsnitt, som Alex Graham)
- 2003 - Malcolm in the Middle (1 avsnitt, som Stan)
- 2003 - Lionheart (Röst)
- 2003 - NYPD Blue (1 avsnitt, som Freddie Langford)
- 2004 - Father of the Pride (3 avsnitt, som Roger)
- 2004 - Lemony Snicket's A Series of Unfortunate Events
- 2005 - CSI: Miami (1 avsnitt, som Andrew Stamler)
- 2005 - Jade Empire
- 2005 - The Island
- 2005 - Cuts (2 avsnitt, som Meter Maid)
- 2005-2008 - Zack och Codys ljuva hotelliv (28 avsnitt, som Arwin Hawkhauser)
- 2006 - På andra sidan häcken (Röst)
- 2006 - Charlotte's Webb (Röst åt Sheep Group)
- 2006 - Disney Channel Games (5 avsnitt, som sig själv)
- 2007 - Shorty McShorts' Shorts (1 avsnitt, som Roboat)
- 2007 - Transformers (Röst)
- 2007 - Kim Possible (Röst åt Mather)
- 2007 - Arwin!
- 2007 - Disney Channel Games (5 avsnitt, som sig själv)
- 2008 - Det ljuva havslivet (1 avsnitt, som Arwin Hawkhauser/Milos)
- 2008 - Brian 'O Brian (15 avsnitt, som sig själv)
- 2008 - Mostly Ghostly
- 2008 - The Secret Saturdays (1 avsnitt)
- 2008 - Bolt (Röst åt Martin)
- 2008 - Disney Channel Games (5 avsnitt, som sig själv)
- 2009 - Phineas & Ferb (1 avsnitt, röst)
- 2009 - Hatching Pete (som Coach)